# Denis Nekrasov
Denis Ivanovich Nekrasov (15 de enero de 1985 - 22 de abril de 2022)fue un nacionalista ruso y líder del Movimiento Imperial Ruso, cuyo objetivo es restaurar el Imperio Ruso.

## Biografía
Denis Nekrasov fue un activista nacionalista. Era miembro del Movimiento Imperial Ruso y su facción armada, la Legión Imperial Rusa. En 2014, participó en las hostilidades durante la Guerra de Donbass con varios miembros del Movimiento Imperial Ruso sirviendo con los separatistas ucranianos prorrusos de la República Popular de Luhansk, en la Brigada Prizrak.
En febrero de 2022, supuestamente formó su propia unidad en la guerra contra Ucrania con Gariev y otros miembros del RIL, que supuestamente participó activamente en operaciones de combate. Era la mano derecha de Denis Gariev, un miembro de alto rango de la organización RIM.[cita requerida]
El 18 de abril de 2022, reemplazó a Denis Gariyev después de que este resultara gravemente herido.
El 22 de abril de 2022, murió después de que su vehículo chocara contra una mina terrestre cerca de Izium.